# X-kromoszóma

Az X-kromoszóma vázlata

Az X-kromoszóma a sok állatfajnál, az emlősöket és az embert is beleértve, a két ivart meghatározó, azaz szexkromoszóma egyike (a másik az Y-kromoszóma). Szerepet játszik az ivart meghatározó XY rendszer mellett az ivart meghatározó X0 rendszer működésében is. Az X-kromoszóma elnevezését különleges tulajdonságainak köszönhette; később felfedezett párja, az Y-kromoszóma egyszerűen az ábécé következő betűjéről kapta a nevét.

## Felfedezés
1890-ben Hermann Henking, Lipcsében, először jegyezte fel, hogy az X kromoszóma különleges. Henking a Pyrrhocoris nevű rovar heréjét tanulmányozva megfigyelte, hogy egy kromoszóma nem vett részt a meiózisban. A „kromoszóma” elnevezés a festékanyagok (görögül „chroma” = szín) felvételére való képességük miatt született. Bár az X kromoszóma ugyanolyan jól festődött, mint a többi, Henking nem volt biztos abban, hogy különböző osztályba tartozik-e, ezért „X elemnek” nevezte el. Később, amikor bizonyossá vált, hogy kromoszóma, az X kromoszóma nevet kapta.
Tévhit, hogy az X kromoszómát az „X” betűre való hasonlósága miatt nevezték el. Valójában minden kromoszóma amorf masszának tűnik mikroszkóp alatt, és csak a mitózis során nyer határozott formát, amely mindegyiknél kissé X alakú. Véletlen egybeesés, hogy a mitózis során az Y kromoszóma két rövid ága gyakran összeolvadni látszik, így Y-alakúvá válik.
1901-ben Clarence Erwin McClung javasolta először, hogy az X kromoszóma a nem meghatározásában játszhat szerepet. McClung, miután összevetette saját, szöcskéken végzett munkáját Henking és mások eredményeivel, megállapította, hogy csak a spermiumok fele tartalmaz X kromoszómát. Ezt „kiegészítő kromoszómának” nevezte, és kitartott (helyesen) amellett, hogy ez valódi kromoszóma, azonban tévesen azt feltételezte, hogy ez a férfi nem meghatározó kromoszóma.

## Humán X-kromoszóma
Az emberi X-kromoszóma több mint 153 millió bázispárból áll, a nők DNS-ének mintegy 5%-át (a férfiakénak 2,5%-át) alkotva.